# 李心草
李心草（1971年5月3日—），男，云南保山人，中国指挥家。毕业于中央音乐学院，并曾留学于维也纳音乐与表演艺术大学。曾执棒中国国家交响乐团、釜山爱乐乐团等，现任贵阳交响乐团艺术总监。与著名作曲家叶小纲、关峡、杨云寒等都曾有合作或交流。

## 生平
1971年5月3日出生於河北省保定市，名「張力南」。
1977年，就讀於保定市永華南路小學。
1980年，父母離異，母親李吟梅帶回祖籍雲南保山，改名「李心草」。
1983–1988年，赴昆明就讀雲南藝術學校（今雲南文化藝術職業學院），長笛專業。
1988–1989年，中國廣播交響樂團演奏長笛。
1989–1994年，中央音樂學院指揮系就讀，師從徐新。
1994年，於中央芭蕾舞團任指揮。
1996–1999年，留學於维也纳音乐与表演艺术大学，師從利奥波德·哈格尔。
1999年，於中國交響樂團任指揮。
2000年，女兒秦瑞彤誕生。
2004年8月，與鋼琴家秦蘭（1973– ）結婚。
2009–2016年，任韩国釜山爱乐乐团指挥。
2018年6月，加入中國國民黨革命委員會。
2018年1月，当选第十三届全国政协委员。
2021年8月任中国交响乐团团长。
2022年11月16日，被任命为中国音乐学院院长。
2024年7月1日，任北京市文学艺术界联合会兼职副主席。
2025年，在中日两国友好关系的《黄河大合唱》，由兵库艺术文化中心管弦乐团演奏以及中日两国友好的一万人合唱团集结。